# Olaf Hilliger
Olaf Hilliger (* 5. Januar 1962 in Berlin) ist ein deutscher Schauspieler, Regisseur, Komponist und Musiker.

## Leben
Olaf Hilliger ist der Enkel des Komponisten Otto Hilliger. Er wurde in Berlin-Treptow geboren und wuchs dort auf. Nach einer Ausbildung zum Druckformenhersteller und Repro-Fotograf an der BS „Rudi Arndt“, studierte er 1983–1987 an der Hochschule für Schauspielkunst „Ernst Busch“ Berlin in Rostock u. a. bei Mentor Prof. Thomas Vallentin Schauspiel. Hilliger arbeitete danach als Schauspieler, Regisseur, Theatermusiker u. a. an den Uckermärkischen Bühnen Schwedt, am Theater unterm Dach Berlin, Theaterhaus Jena,   Theater am Kurfürstendamm, Hans Otto Theater Potsdam, Nationaltheater Weimar, Theater Hof und am Theater der Künste Zürich. Bereits frühzeitig begann er mit schauspielpädagogischen Arbeiten an verschieden deutschsprachigen Schauspielschulen. Beim Theatertreffen deutschsprachiger Schauspielstudierender 2004 in Hannover wurde seine Inszenierung mit Studierenden der Hochschule für Musik und Theater „Felix Mendelssohn Bartholdy“ Leipzig am Deutschen Nationaltheater Weimar von Fritz Katers "zeit zu lieben, zeit zu sterben" mit dem Ensemblepreis der Bundesministerin für Bildung und Forschung der Bundesrepublik Deutschland geehrt. 2012 inszenierte er mit Leipziger Schauspielstudierenden das Sommertheater "Sonnenallee" nach dem gleichnamigen Film von Leander Haußmann und Thomas Brussig. 2013 wurde er zum Professor für Schauspiel am Schauspielinstitut „Hans Otto“ an der HMT Leipzig berufen. Von 2014 bis 2017 war er zudem Schauspieldirektor an den Uckermärkische Bühnen in Schwedt. Dort war er Mitbegründer der Esperanto-Band "Ne plu". 2022 gründete er mit der Schauspielerin Antje Manhenke die Künstlergemeinschaft "apluso". Olaf Hilliger lebt in Leipzig.

## Theater (Auswahl)
- 2016/17 Faust (Regie)
- 2015/16 Endstation Sehnsucht (Regie)
- 2015/16 Eine Frau beginnt mit vierzig ...? (Regie)
- 2014/15 Frau Müller muss weg (Regie)
- 2014/15 Bandscheibenvorfall (Regie)
- 2008/09 Adam Geist (Regie)
- 2008/09 The Story of Bonnie and Clyde (Regie)
- 2007/08 Kopf oder Herz (Regie)
- 2007/08 Zusammenbruchsraum (Regie)
- 2006/07 Rückkehr in die Smaragdenstadt (Bühnenmusik)
- 2004/05 Reinecke Fuchs (Regie)
- 2004/05 Der wundersame Zauberer der Smaragdenstadt (Bühnenmusik)
- 2004/05 Elling (Regie)
- 2003/04 Der Nackte Wahnsinn (Regie)
- 2003/04 Der kleine Muck (Bühnenmusik)
- 2003/04 Happy (Regie)
- 2002/03 Gespenster (Bühnenmusik)
- 2002/03 Creeps (Regie)
- 2002/03 Die Feuerrote Blume (Bühnenmusik)
- 2002/03 Hallo Nazi! (Regie und Bühnenmusik)
- 2001/02 Top Dogs (Regie)
- 2001/02 Leben bis Männer (Regie)
- 2001/02 Gerichtstermin II – Bartsch – Ein Kindermörder (Regie)
- 2001/02 Schneeweißchen und Rosenrot (Bühnenmusik)
- 2000/01 Trainspotting (Regie und Bühnenmusik)
- 1999/00 Ein ham wa noch (Regie)
- 1999/00 Gerichtstermin (Regie und Bühnenmusik)
- 1999/00 Es war die Nachtigall (Regie)
- 1998/99 Top Dogs (Bühnenmusik)
- 1987/98 Lakoma (Regie)
- 1997/98 Helden wie wir (Regie)
- 1997/98 Die neuen Leiden des jungen Werther (Regie und Bühnenmusik)
- 1996/97 Der Frosch und die Zimpessin (Regie)
- 1995/96 Was heisst hier Liebe? (Regie und Bühnenmusik)
- 1994/95 Nichts für Kinder (Regie)
- 1994/95 Pünktchen und Anton (Bühnenmusik)
- 1993/94 As you like it (Bühnenmusik)
- 1992/93 Faust (Bühnenmusik)

## Hörspiele (Auswahl)
- 1990: Boris Lwowitsch Wassiljew: Und morgen war Krieg (Jura) – Regie: Karlheinz Liefers (Hörspielbearbeitung, Kinderhörspiel – Rundfunk der DDR)
- 1990: Ervin Lázár: Arnika, die Entenprinzessin – Regie: Manfred Täubert (Hörspielbearbeitung, Kinderhörspiel – Rundfunk der DDR)
- 1990: Volkstext: Von einem Alten, der Sonne, dem Mond und dem Wind (Sonne) – Regie: Manfred Täubert (Hörspielbearbeitung, Kinderhörspiel, Kurzhörspiel – Rundfunk der DDR)

Quelle: ARD-Hörspieldatenbank

## Musik (Veröffentlichungen)
- 2025 apluso KIEFERNLIED, Single
- 2024 apluso DREI, EP
- 2023 apluso ICH WÜNSCH DIR GLÜCK / Remix, Single
- 2023 apluso MASCHA KALÉKO, EP
- 2023 apluso ZWEI, EP
- 2023 apluso EINS, EP
- 2023 apluso BALD / Remix, Single
- 2022 apluso BALD, Single
- 1999 Ne plu, CD